# 艾高
艾高是法國鞋履及服裝品牌，由美國商人海勒姆·哈金森於1853年在蒙塔基成立。

## 歷史
1850年，哈金森於從查尔斯·古德伊尔（Charles Goodyear）手中得到硫化加工的使用許可，當他移居法國之後便將這技術套用於威靈頓雨靴的製作中。
1967年，艾高的生產線遷往沙泰勒罗附近的安格朗德，在當地設置佔地30公頃的廠房，雨靴以人手製造，年生產量達1萬對。
2005年，瑞士零售集團莫斯兄弟收購了艾高的大多數股權。
2018年，AIGLE將位於香港中環ifc mall的新店重新改裝成概念店，而店內亦以法國地鐵牆壁上的瓷磚拼砌裝飾作靈感，以瓷磚拼成AIGLE Logo牆。